# Фишер, Якоб Беньямин
Якоб Беньямин Фишер (в старых русских источниках Яков Вениамин Фишер, нем. Jakob Benjamin Fischer; 1684, Рига — 23 ноября 1744) — прибалтийский писатель

, переводчик и лютеранский пастор.

## Биография
Сын Иоганна Фишера (1633—1705), лифляндского религиозного деятеля; по материнской линии внук бургомистра Регенсбурга Бартоломеуса Мархталера (1606—1662). Учился в Императорском рижском лицее, затем в 1709—1711 гг. изучал теологию в Университете Галле.
В 1711—1719 гг. пастор в Дикельне. С 1734 года он состоял пробстом в Рижском округе и асессором лифляндской главной консистории, с 1736 года генерал-суперинтендент Лифляндии.
Фишеру, кроме нескольких напечатанных проповедей, принадлежит почтенный труд второго исправленного издания латышской Библии, напечатанного в 1839 году.